# Tour Championship de 2022
El Tour Championship de 2022 (conocido en inglés y por motivos de patrocinio como 2022 Cazoo Tour Championship) fue un torneo de snooker, profesional y de ranking, que se celebró en el Venue Cymru de la ciudad galesa de Llandudno entre el 28 de marzo y el 2 de abril de 2022. Organizado por el World Snooker Tour, fue la cuarta edición del Tour Championship y la tercera y última cita de la Cazoo Series. Fue, asimismo, el decimoquinto y penúltimo torneo de ranking de la temporada 2021-22 de snooker, después del Abierto de Gibraltar y antes del Campeonato Mundial.
Se clasificaron los ocho jugadores que más ganancias atesoraban en la temporada en curso y compitieron bajo un sistema de eliminación directa, con partidos al mejor de diecinueve mesas que se disputaban en dos sesiones. El ganador se llevó 150 000 de las 380 000 libras esterlinas que se repartieron en premios. Neil Robertson, que defendía el título conseguido en la edición previa, consiguió retenerlo; en la final contra John Higgins, le dio la vuelta a un 4-9 desfavorable para terminar ganando por 10-9 en lo que fue su vigesimotercer trofeo de un torneo de ranking, lo que le igualó con Judd Trump en el sexto puesto de los jugadores más laureados de la historia. Con el triunfo se aseguró también la Cazoo Cup, mientras que Higgins encadenó la quinta derrota en una final de la temporada.
ITV4 se encargó de retransmitir en el Reino Unido el torneo, patrocinado por Cazoo, empresa británica que se dedica a la reventa de automóviles. Entre todos los jugadores y todas las rondas, se consiguieron amasar treinta y tres centenas, con una de 140 de Trump como la más elevada.

## Organización

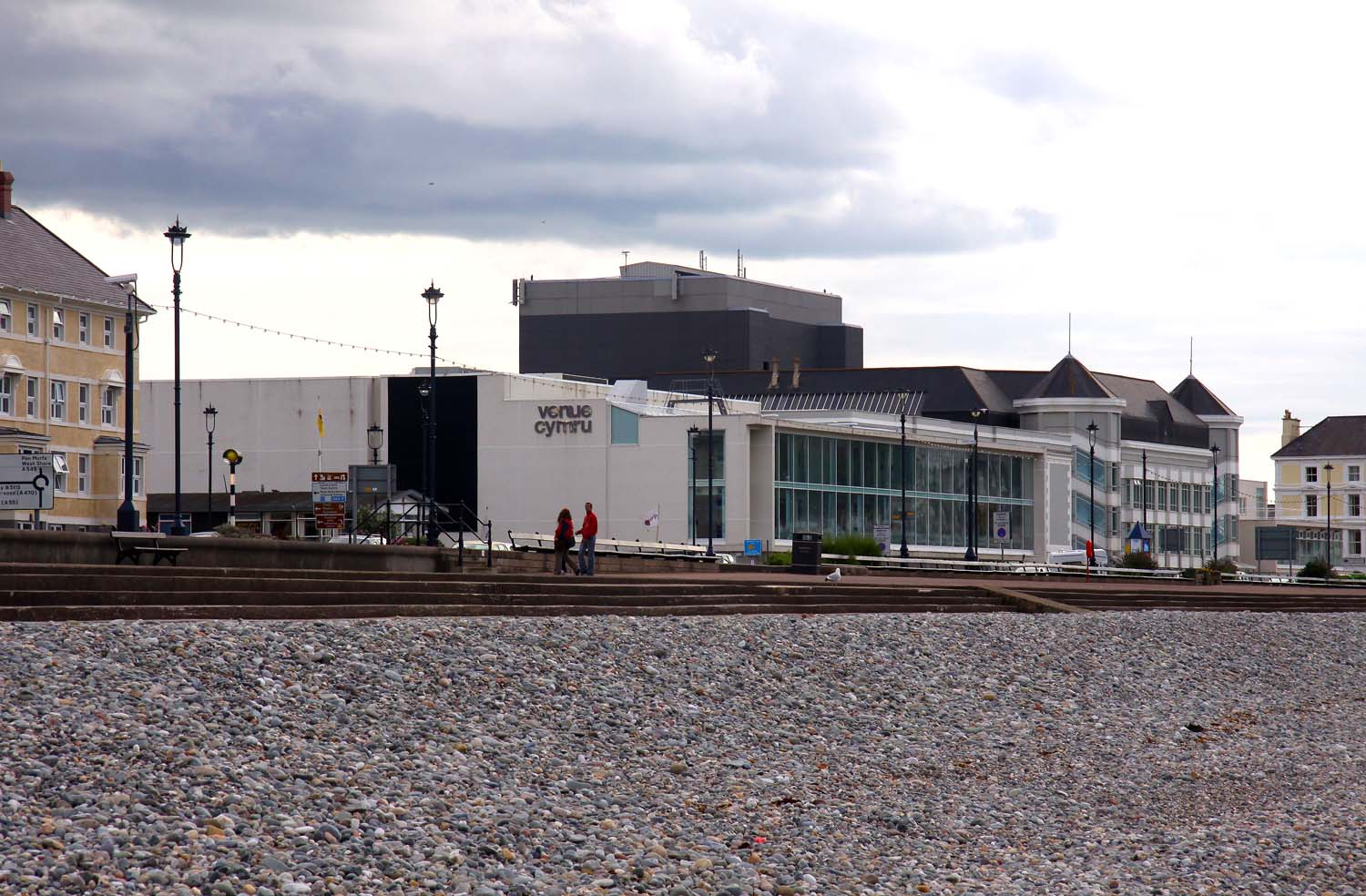
El torneo se celebró en el Venue Cymru de la ciudad galesa de Llandudno

El torneo, conocido oficialmente en inglés como 2021 Cazoo Tour Championship, fue el tercero de la Cazoo Cup de la temporada 2021-22, una serie que incluye también el World Grand Prix y el Players Championship. Organizada por el World Snooker Tour, fue la decimoquinta y penúltima cita de ranking de la temporada, precedida  por el Abierto de Gibraltar y sucedida por el Campeonato Mundial. Se clasificaron los jugadores que más puntos tuviesen en el casillero en la lista a un año y no según las posiciones del ranking mundial; esto es, los ocho con más ganancias a lo largo de la temporada en curso. Estos jugadores se midieron bajo un sistema de eliminación directa, con todos los partidos al mejor de diecinueve mesas.
El torneo se celebró en el Venue Cymru de la ciudad galesa de Llandudno entre el 28 de marzo y el 3 de abril de 2022. ITV4 lo retransmitió en el Reino Unido y contó con el patrocinio de Cazoo, empresa británica que se dedica a la reventa de automóviles y que apadrina también otros torneos. Neil Robertson llegó como vigente campeón y defensor del título, pues se había impuesto en la final de la edición de 2021 a Ronnie O'Sullivan en la final con un marcador de 10-4.

### Premios
Se repartieron 380 000 libras esterlinas en premios, de las que 150 000 fueron a parar a los bolsillos del ganador. Así se distribuyó este dinero según la ronda que alcanzó cada jugador:
- campeón: 150 000
- subcampeón: 60 000
- semifinalistas: 40 000
- cuartos de final: 20 000

Asimismo, se concedieron 10 000 libras por la tacada más alta del torneo.

### Jugadores clasificados
La lista de jugadores y el puesto en el que acceden al Tour Championship los determina el ranking a un año, en esta ocasión desde la Championship League hasta el Abierto de Gibraltar. Se clasifican ocho, y así quedó el orden:
| Pos. | Jugador           | Número de puntos |
| ---- | ----------------- | ---------------- |
| 1    | Zhao Xintong      | 311 500          |
| 2    | Neil Robertson    | 261 000          |
| 3    | Ronnie O'Sullivan | 232 500          |
| 4    | Judd Trump        | 216 000          |
| 5    | Luca Brecel       | 205 500          |
| 6    | Mark Williams     | 166 500          |
| 7    | Mark Allen        | 160 000          |
| 8    | John Higgins      | 147 500          |

## Desarrollo del torneo

### Cuartos de final

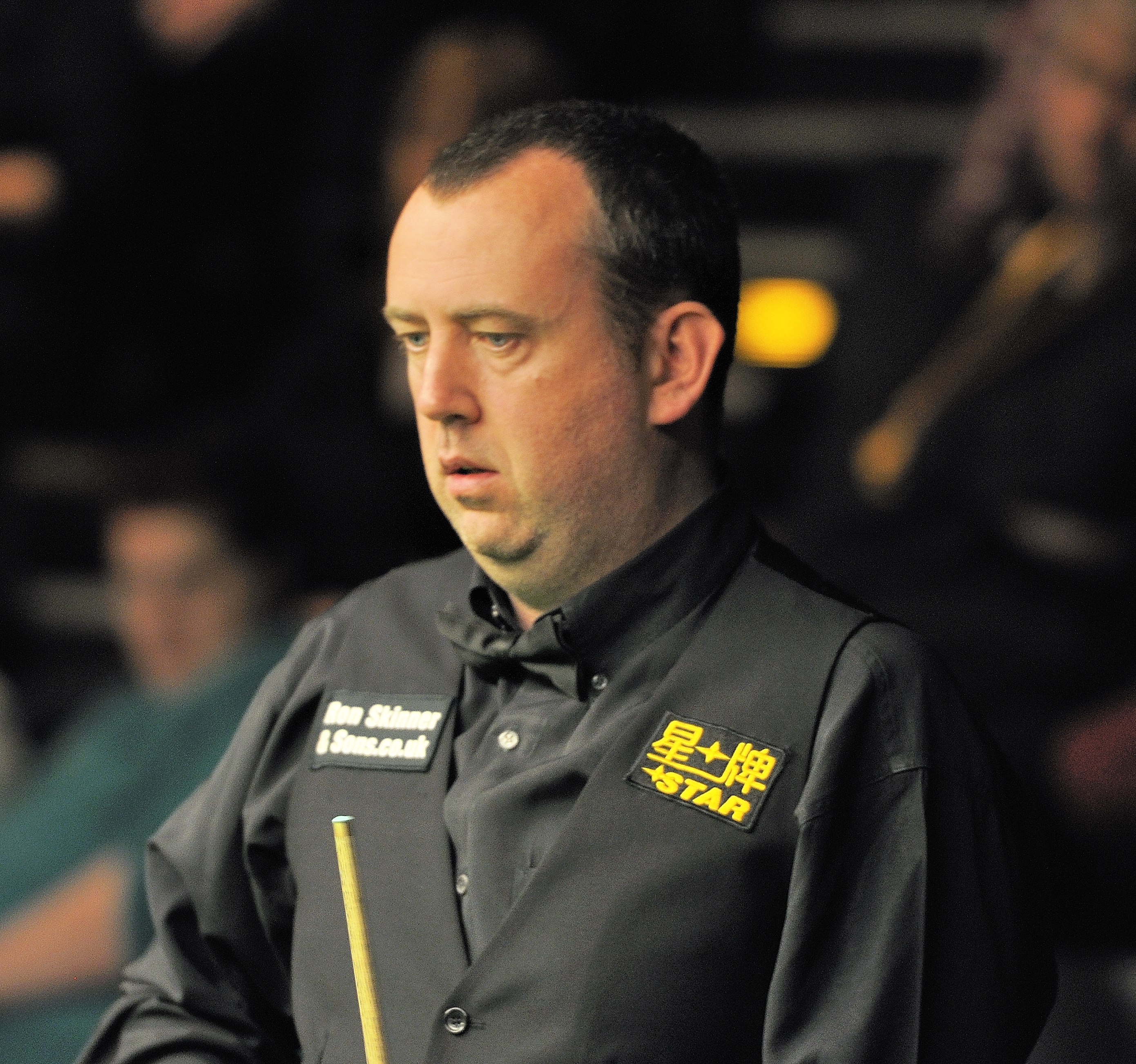
Mark Williams (en la imagen, de 2014) perdió 9-10 contra Ronnie O'Sullivan, pero este alabó su juego a distancia y lo tildó de «temible»

Los partidos de cuartos de final se jugaron entre el 28 y el 31 de marzo. Zhao Xintong, que durante la temporada había ganado ya el Campeonato del Reino Unido y el Masters de Alemania, debutó contra John Higgins, que apenas había conseguido clasificarse para la cita gracias a que Ricky Walden y Kyren Wilson no habían sumado suficientes puntos en el Abierto de Gibraltar para despojarle del puesto. El jugador chino ganó cuatro mesas consecutivas, incluidas dos con centenas de 108 y 124, y abrió una ventaja de 5-2, aunque luego perdió la última de la sesión. Ya en la segunda, ganó también tres de las primeras cuatro y puso el 8-4 en el marcador; sin embargo, apenas fue capaz de anotar 53 puntos en las cuatro siguientes y Higgins reinstaló las tablas en el marcador (8-8). El escocés ganó también la decimoséptima mesa y se puso por delante (9-8) por primera vez en todo el partido, justo antes de que Zhao se asegurase la decimoctava y forzase una decisiva. En ella, Higgins selló la victoria después de que Zhao fallase una carambola de cuatro bolas. Higgins ganó, pues, seis de las últimas siete mesas. Tras el partido, aseguró que esta remontada era una de las mejores victorias de toda su carrera.
En el segundo enfrentamiento de cuartos de final, Robertson, que había ganado durante la temporada el Abierto de Inglaterra y el Players Championship, se midió con Mark Allen, vigente campeón del Abierto de Irlanda del Norte. El australiano se hizo con una ventaja de 7-0 con siete mesas en las que apenas dejó a Allen anotarse 55 puntos, pero este evitó irse de blanco al descanso al asegurarse la octava. En la sesión vespertina, el norirlandés ganó cinco de las seis primeras mesas, pero Robertson respondió con centenas consecutivas de 121 y 130 y selló la victoria por diez a seis. Confesó tras el partido que con este triunfo se demostró a sí mismo que era capaz de responder ante un conato de remontada del rival.
También se midieron en esta ronda el inglés O'Sullivan y el galés Mark Williams; este último no le había ganado un partido de dos sesiones desde las semifinales del Campeonato del Reino Unido de 2000. Y este duelo también comenzó de forma desfavorable para él: si bien se llevó la primera mesa, que se prolongó durante veintinueve minutos, O'Sullivan le respondió con tres consecutivas, incluida una tacada de 131 puntos en la cuarta, para irse con un 3-1 al breve descanso que se guarda en medio de una sesión. A la vuelta, Williams ganó la quinta y O'Sullivan, la sexta, con otra centena de 128. En la séptima, el inglés le llevaba una ventaja de 50 puntos, pero el galés contestó con una entrada de 92, limpió la mesa y se la llevó. O'Sullivan consiguió asegurarse la última de la sesión con una entrada de 89 puntos y fijó el 5-3 en el marcador. La sesión vespertina dio comienzo con una centena de 103 para Williams, pero su rival contestó después con una de 100 en la décima mesa. También se repartieron las dos siguientes, con entradas de 89 y 75 respectivamente. Luego, el galés se aseguró dos mesas consecutivas y recuperó la igualdad (7-7). En la decimoquinta, iba 24 puntos por delante, pero entroneró sin querer la rosa al intentar impactar con las rojas para separarlas, y perdió el turno. O'Sullivan se aprovechó de la falta y, gracias a una centena de 106, recuperó la ventaja, con ocho mesas a siete. Williams volvió a empatar a ocho y O'Sullivan, con una nueva centena —esta vez de 127, la quinta del partido para él— en la decimoséptima mesa, se adelantó una vez más (9-8). Aun así, y aunque Williams llegó a ir 47 puntos por detrás en la penúltima mesa, se la llevó en la batalla por los colores y consiguió fozar una mesa decisiva para decantar el partido hacia un jugador o el otro. Ambos pudieron salir victoriosos, pero O'Sullivan capitalizó un fallo de su rival con la última roja y se aseguró una plaza en semifinales. Los medios de comunicación se hicieron eco del alto nivel desplegado en un partido que tildaron de «clásico», «épico», y «thriller». «Es probable que nunca haya jugado tan bien contra mí ni que yo lo haya hecho contra él», dijo O'Sullivan en la entrevista pospartido. A esto, Williams respondió que, si bien había disfrutado del encuentro, podía y debía haber ganado.
En el cuarto y último partido de esta ronda, Judd Trump se enfrentó a Luca Brecel, que también debutaba en este torneo. Mientras el primero, inglés, se había colado entre los ocho con más ganancias de aquel año gracias a su triunfo en el Masters de Turquía, Brecel, belga, acreditaba un segundo puesto en el Campeonato del Reino Unido y la victoria en el Abierto de Escocia. Este último se anotó seis de las ocho primeras mesas, con una centena y cuatro medias centenas en una primera sesión en la que tan solo una tacada de Trump superó los 50 puntos. A la vuelta, de las cuatro primeras mesas de la sesión vespertina, cada jugador ganó dos. Trump amasó luego dos centenas seguidas (una de 140, la más alta de todo el torneo, y otra de 103), pero no consiguió aplacar a Brecel, que se aseguró las dos siguientes para cerrar una victoria por diez a seis. Se habían enfrentado hasta la fecha en nueve ocasiones, y solo había conseguido derrotarle en una; esta fue, además, la primera vez que lo hacía en un torneo de ranking.

### Semifinales

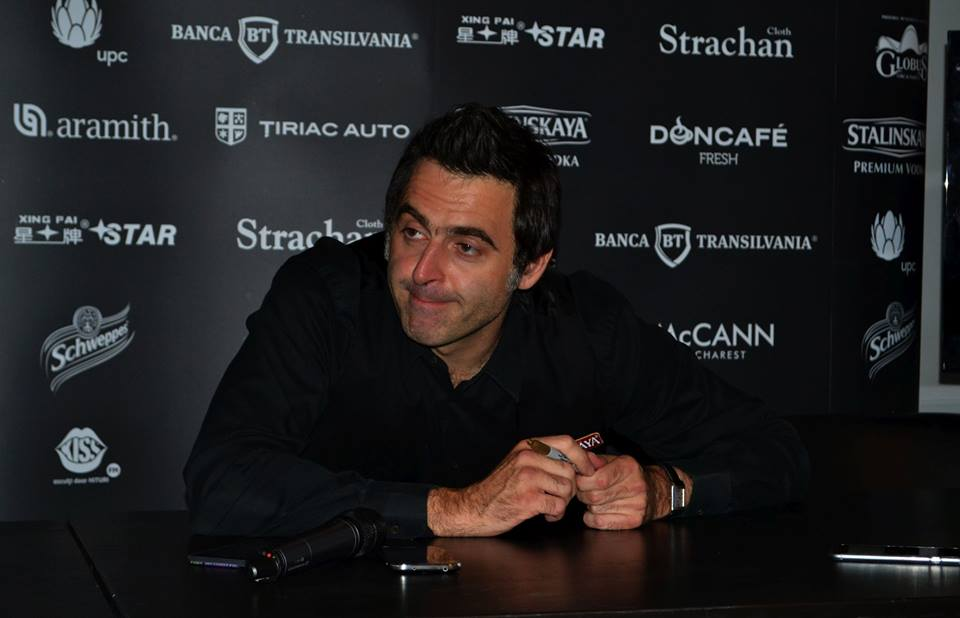
Ronnie O'Sullivan (en la imagen, de 2016) se convirtió en el primer jugador en encadenar dos partidos seguidos con cinco centenas

Las semifinales se disputaron entre el 1 y el 2 de abril. O'Sullivan se midió con Robertson, tal y como había hecho en las finales de 2019 y 2021. Aunque Robertson le tomó la ventaja con una centena de 115 en la primera mesa, le respondió con cuatroconsecutivas (4-1) en las que amasó tacadas de 125, 90, 106 y 128. En cualquier caso, el australiano ganó las tres últimas mesas de la sesión, que acabó empatada a cuatro. O'Sullivan inauguró la segunda llevándose la primera mesa, pero Robertson le endosó luego tres consecutivas para ponerse 7-5 por delante. O'Sullivan se aseguró tres de las cuatro siguientes y restableció las tablas con el ocho a ocho. Y volvió a ponerse por delante a continuación con una centena de 112, la quinta del partido para él. Robertson, empero, amarró las dos últimas mesas y selló una victoria por diez a nueve, lo que le hizo merecedor de la Cazoo Cup, sin tener siquiera que imponerse en la final; ya había ganado el Players Championship y había sido subcampeón del World Grand Prix, las otras dos citas de esa serie de torneos, por lo que nadie podía superarlo en puntos a estas alturas.  O'Sullivan, por su parte, se convirtió así en el primer jugador de la historia en tejer cinco centenas en dos partidos consecutivos. En el encuentro, del que se disputaron las diecinueve mesas, tan solo hubo dos que no tuvieran al menos una tacada de 50 puntos. Aunque no se granjeó una plaza en la final, O'Sullivan sí recuperó el número uno del ranking mundial, hasta entonces en manos de Mark Selby; pese al logro, él mismo se refirió a Robertson como «el mejor jugador del mundo».
Higgins se enfrentó a Brecel en la otra semifinal. Ya se habían encontrado una vez en aquella temporada, en la final del Abierto de Escocia, y el belga se había proclamado campeón con una victoria por nueve mesas a cinco. En Llandudno, fue también él quien abrió el marcador, con un 3-0, pero Higgins respondió con cinco mesas consecutivas, la última de ellas con una centena de 108, y la sesión acabó con una ventaja de dos (5-3) para el escocés. A la vuelta de los vestuarios, amplió la diferencia hasta el 7-4, pero Brecel respondió luego con tres mesas consecutivas y empató a siete. Higgins, sin embargo, sacó provecho de los errores del belga y lo imitó con otras tres mesas, que le dieron el triunfo (10-7); llegó así a la que era la quincuagésima quinta final de un torneo de ranking de su carrera.

### Final

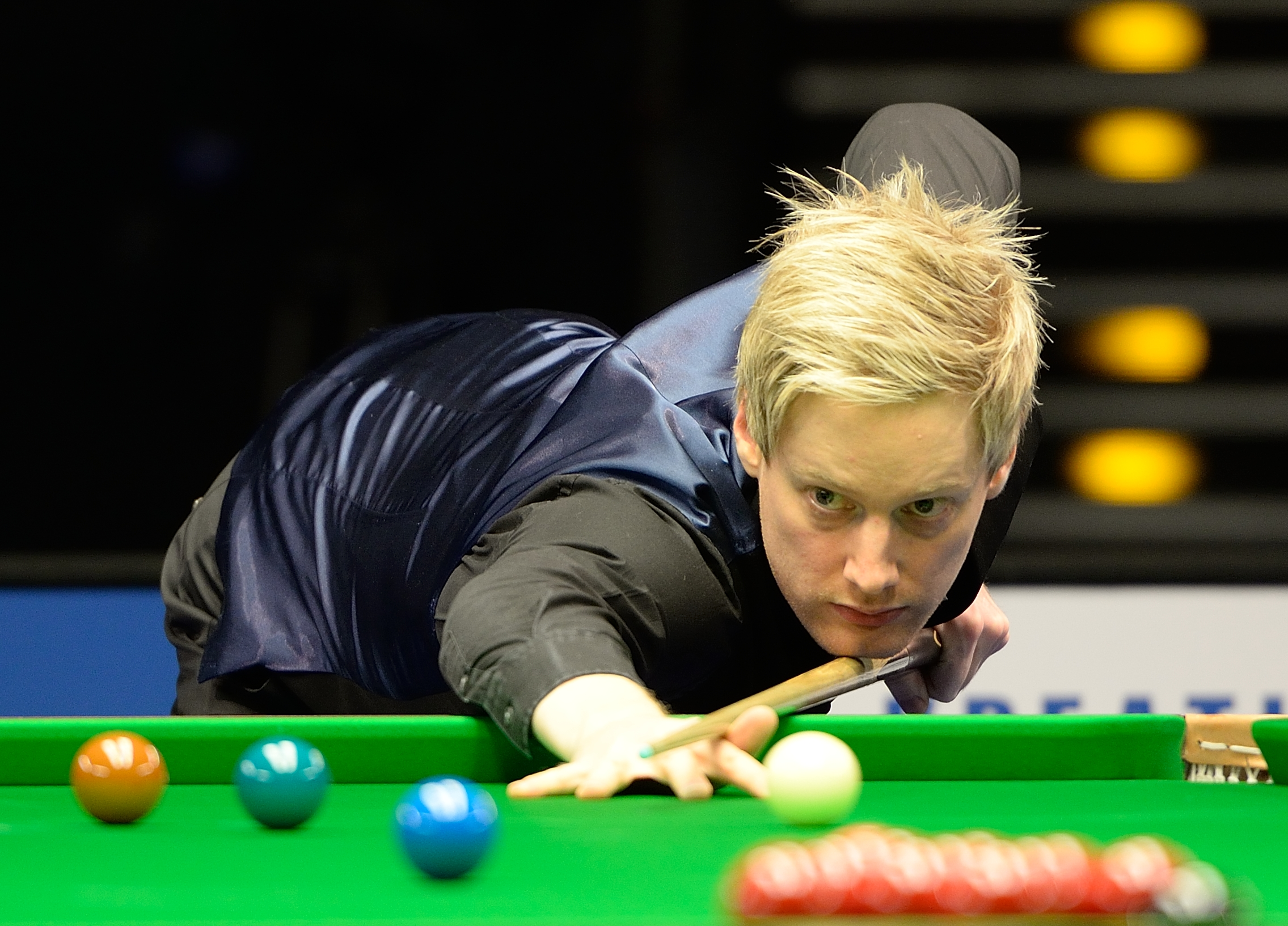
Neil Robertson se proclamó campeón del torneo al derrotar a John Higgins en la final (10-9) pese a haber ido perdiendo 4-9

La final, que enfrentó a Robertson con Higgins, se disputó el 3 de abril, al mejor de diecinueve mesas repartidas en dos sesiones. Era la segunda vez que se encontraban en una final durante aquella temporada; en el Abierto de Inglaterra de noviembre de 2021, el australiano se había impuesto al escocés por nueve a ocho. La primera mesa de la final de Llandudno se prolongó durante cincuenta minutos, lo que la hizo la más larga de todo el torneo, y Higgins la ganó al embolsar la última bola negra. La acompañó de dos centenas consecutivas de 136 y 126 puntos para asegurarse una ventaja inicial de 3-0. Robertson respondió con una centena propia de 130 en la cuarta y también ganó la quinta. En la sexta, iba camino de tejer una tacada máxima, pero falló la bola azul. Su rival le contestó con otra centena en la siguiente mesa y también le arrebató la octava con una tacada de 80 para ponerse 5-3. Entre los dos, consiguieron hilar cinco centenas en las primeras ocho mesas del partido.
Higgins arrambló con las tres primeras mesas de la sesión vespertina y se puso con una ventaja de 8-3. Robertson le endosó una tacada de 91 puntos para llevarse la duodécima del partido y Higgins contestó con una de 84 en la decimotercera. El australiano, sin embargo, se repuso del 4-9 en contra y ganó seis mesas consecutivas para sellar la victoria por diez a nueve. Era el vigesimotercer título de ranking de su carrera, lo que lo empató con Trump en el sexto puesto de los jugadores más laureados de todos los tiempos. El australiano se refirió a este triunfo como «la mejor remontada» de toda su trayectoria. Para Higgins, mientras tanto, era la quinta derrota de la temporada en una final, tras las del Abierto de Inglaterra, el Abierto de Irlanda del Norte, el Champion of Champions y el Abierto de Escocia. En dos de esas ocasiones, como en esta, había caído después de estar a una única mesa de proclamarse campeón: había ido ganando 8-6 tanto en el Abierto de Inglaterra como en el de Irlanda del Norte y había perdido 8-9 en ambas ocasiones.

## Resultados

### Cuadro del torneo
Entre paréntesis, se indica el puesto en el que accedieron al torneo los jugadores. Recalcado en negrita figura el ganador de cada partido:
|  | cuartos de final (mejor de 19) | cuartos de final (mejor de 19) |                       |    | semifinales (mejor de 19) | semifinales (mejor de 19) |  |  | final (mejor de 19) | final (mejor de 19) |
|  |                                |                                |                       |    |                           |                           |  |  |                     |                     |
|  |                                |                                |                       |    |                           |                           |  |  |                     |                     |
|  |                                |                                |                       |    |                           |                           |  |  |                     |                     |
|  | Zhao Xintong (1)               | 9                              |                       |    |                           |                           |  |  |                     |                     |
|  | Zhao Xintong (1)               | 9                              |                       |    |                           |                           |  |  |                     |                     |
|  | John Higgins (8)               | 10                             |                       |    |                           |                           |  |  |                     |                     |
|  | John Higgins (8)               | 10                             | John Higgins (8)      | 10 |                           |                           |  |  |                     |                     |
|  |                                |                                | John Higgins (8)      | 10 |                           |                           |  |  |                     |                     |
|  |                                | Luca Brecel (5)                | 7                     |    |                           |                           |  |  |                     |                     |
|  | Judd Trump (4)                 | Luca Brecel (5)                | 7                     | 6  |                           |                           |  |  |                     |                     |
|  | Judd Trump (4)                 |                                | 3 de abril            | 6  |                           |                           |  |  |                     |                     |
|  | Luca Brecel (5)                | 10                             |                       |    |                           |                           |  |  |                     |                     |
|  | Luca Brecel (5)                | 10                             | John Higgins (8)      | 9  |                           |                           |  |  |                     |                     |
|  |                                |                                | John Higgins (8)      | 9  |                           |                           |  |  |                     |                     |
|  |                                | Neil Robertson (2)             | 10                    |    |                           |                           |  |  |                     |                     |
|  | Ronnie O'Sullivan (3)          | Neil Robertson (2)             | 10                    | 10 |                           |                           |  |  |                     |                     |
|  | Ronnie O'Sullivan (3)          |                                |                       | 10 |                           |                           |  |  |                     |                     |
|  | Mark Williams (6)              | 9                              |                       |    |                           |                           |  |  |                     |                     |
|  | Mark Williams (6)              | 9                              | Ronnie O'Sullivan (3) | 9  |                           |                           |  |  |                     |                     |
|  |                                |                                | Ronnie O'Sullivan (3) | 9  |                           |                           |  |  |                     |                     |
|  |                                | Neil Robertson (2)             | 10                    |    |                           |                           |  |  |                     |                     |
|  | Neil Robertson (2)             | Neil Robertson (2)             | 10                    | 10 |                           |                           |  |  |                     |                     |
|  | Neil Robertson (2)             |                                |                       | 10 |                           |                           |  |  |                     |                     |
|  | Mark Allen (7)                 | 6                              |                       |    |                           |                           |  |  |                     |                     |
|  | Mark Allen (7)                 | 6                              |                       |    |                           |                           |  |  |                     |                     |

### Final
La final se celebró el 3 de abril de 2022 en el Venue Cymru de Llandudno. Así discurrió:
| Al mejor de 19 mesas. Venue Cymru (Llandudno), 3 de abril. Árbitro: Brendan Moore |                  |                  |                  |                             |                             |                             |                    |                    |                    |                    |                    |
| John Higgins (8)                                                                  | John Higgins (8) | John Higgins (8) | John Higgins (8) | 9-10                        | 9-10                        | 9-10                        | Neil Robertson (2) | Neil Robertson (2) | Neil Robertson (2) | Neil Robertson (2) | Neil Robertson (2) |
| Sesión de tarde: 5-3                                                              |                  |                  |                  |                             |                             |                             |                    |                    |                    |                    |                    |
| Mesa                                                                              | 1                | 2                | 3                | 4                           | 5                           | 6                           | 7                  | 8                  | 9                  | 10                 | 11                 |
| Higgins                                                                           | 78               | 136 (136)        | 126 (126)        | 0                           | 47                          | 0                           | 127 (127)          | 80 (80)            | —                  | —                  | —                  |
| Robertson                                                                         | 77               | 0                | 0                | 130 (130)                   | 76                          | 129 (129)                   | 0                  | 0                  | —                  | —                  | —                  |
| Sesión de noche: 4-7                                                              |                  |                  |                  |                             |                             |                             |                    |                    |                    |                    |                    |
| Mesa                                                                              | 1                | 2                | 3                | 4                           | 5                           | 6                           | 7                  | 8                  | 9                  | 10                 | 11                 |
| Higgins                                                                           | 60               | 101 (68)         | 82               | 1                           | 84 (84)                     | 37                          | 1                  | 35                 | 17                 | 0                  | 10                 |
| Robertson                                                                         | 41               | 0                | 5                | 91 (91)                     | 0                           | 74 (54)                     | 119 (108)          | 87                 | 91 (72)            | 93 (93)            | 72 (72)            |
| John Higgins (8)                                                                  | John Higgins (8) | John Higgins (8) | John Higgins (8) | 9-10                        | 9-10                        | 9-10                        | Neil Robertson (2) | Neil Robertson (2) | Neil Robertson (2) | Neil Robertson (2) | Neil Robertson (2) |
| 136                                                                               | 136              | 136              | 136              | tacada más alta             | tacada más alta             | tacada más alta             | 130                | 130                | 130                | 130                | 130                |
| 3                                                                                 | 3                | 3                | 3                | centenas                    | centenas                    | centenas                    | 3                  | 3                  | 3                  | 3                  | 3                  |
| 6                                                                                 | 6                | 6                | 6                | tacadas de más de 50 puntos | tacadas de más de 50 puntos | tacadas de más de 50 puntos | 8                  | 8                  | 8                  | 8                  | 8                  |
| Neil Robertson se proclama campeón del Tour Championship de 2022                  |                  |                  |                  |                             |                             |                             |                    |                    |                    |                    |                    |

### Cazoo Cup
El torneo sirvió para decantar la Cazoo Cup, que, además de este, incluye también el World Grand Prix y el Players Championship. Tan solo O'Sullivan y Robertson llegaban al Tour Championship con opciones de erigirse campeones, duda que se dirimió cuando el australiano eliminó al inglés en semifinales. Gracias a su victoria, Neil Robertson consiguió alzarse campeón. Las negritas denotan que el jugador ganó el torneo concreto:
| Jugador           | World Grand Prix | Players Championship | Tour Championship | Total   |
| ----------------- | ---------------- | -------------------- | ----------------- | ------- |
| Neil Robertson    | 40 000           | 125 000              | 150 000           | 315 000 |
| Ronnie O'Sullivan | 100 000          | 15 000               | 40 000            | 155 000 |
| John Higgins      | 5 000            | 15 000               | 60 000            | 80 000  |
| Luca Brecel       | 7 500            | 10 000               | 40 000            | 57 500  |
| Barry Hawkins     | 5 000            | 50 000               | 0                 | 55 000  |
| Jimmy Robertson   | 12 500           | 30 000               | 0                 | 42 500  |
| Mark Williams     | 5 000            | 15 000               | 20 000            | 40 000  |
| Mark Allen        | 7 500            | 10 000               | 20 000            | 37 500  |
| Judd Trump        | 7 500            | 10 000               | 20 000            | 37 500  |
| Zhao Xintong      | 5 000            | 10 000               | 20 000            | 35 000  |

## Centenas
Durante el torneo, los jugadores consiguieron amasar un total de treinta y tres centenas. Judd Trump hiló la más alta, un 140. Estas fueron todas las del torneo:
- 140, 103 — Judd Trump
- 136, 127, 126, 108 — John Higgins
- 131, 128, 128, 127, 125, 112, 106, 106, 100, 100 — Ronnie O'Sullivan
- 130, 130, 129, 125, 125, 121, 117, 115, 108, 103 — Neil Robertson
- 128, 124, 108 — Zhao Xintong
- 108, 105, 100 — Luca Brecel
- 103 — Mark Williams